# Paolo Alessandrino
Paolo Alessandrino (fl. 378) è stato un autore astrologico del tardo impero romano.
Il suo lavoro conservatosi, Eisagogika (Questioni introduttive o Introduzione), che fu scritto nel 378, è un trattato di argomenti importanti in astrologia praticati nell'impero romano del IV secolo.

## Biografia
Poco si sa della vita di Paolo. Visse ad Alessandria, una delle città più erudite del mondo romano, dove l'astrologia era nella sua forma più sofisticata.
Fu considerato un'autorità in materia, e si sono conservate le registrazione di una serie di conferenze tenute sul suo lavoro dal rispettato filosofo neo-platonico Olimpiodoro circa due secoli dopo, nel 564, ad Alessandria, all'interno di un Commentario e sia l'Introduzione di Paolo sia il Commento di Olimpiodoro sono stati tradotti insieme, dando una visione dello sviluppo della tecnica astrologica e degli atteggiamenti contemporanei nei confronti dell'astrologia

## Introduzione
L'Introduzione è interessante per la sua discussione sulle undici fasi della Luna, perché fornisce una chiara trattazione di un argomento la cui influenza sulla speculazione astrologica greca è stato probabilmente molto sottovalutata. Le fasi lunari sono probabilmente i singoli fattori più influenti nelle carte catarchiche del periodo ellenistico, andando oltre Doroteo di Sidone. Molto importanti nell'Introduzione sono anche i Lotti, che erano al centro della tecnica astrologica ellenistica, sebbene Tolomeo, dalla mentalità scientifica, li avesse evitati.
Paolo discute anche di dodecatemoria e monomoiria, e fornisce un'ampia trattazione del sect nell'analisi astrologica e dell'influenza degli aspetti planetari quando si applicano e separano (la cui comprensione ellenistica è notevolmente in contrasto con la pratica moderna).
All'epoca in cui Paolo scrisse, era in atto in astrologia un notevole consolidamento intellettuale. Quarant'anni prima, Giulio Firmico Materno aveva scritto Mathesis, un riassunto lungo e molto dettagliato della tecnica astrologica del suo tempo, e conservatosi praticamente intatto. Contemporaneamente a Paolo, uno scrittore anonimo aveva prodotto un Trattato sulle stelle fisse nel 379, che è la migliore testimonianza conservatasi di come gli astrologi pratici del periodo romano dopo Tolomeo trattassero le stelle nel contesto della carta astrologica; pochi decenni dopo arrivarono tre libri (Apotelesmatika) dell'egiziano Efestione di Tebe (415) che integravano Tolomeo con le tradizioni precedenti.

## Eredità
Nelle diverse centinaia di anni che seguirono Paolo ed Efesto, continuò a esserci una tradizione astrologica attiva, presente in trattati come gli compresi scritti di Giuliano di Laodicea (500 circa), Retorio (VI o VII secolo), e, nel V o VI secolo, Centiloquy (falsamente attribuito per molti secoli a Tolomeo), che esercitò un'influenza molto considerevole sul pensiero astrologico degli arabi e sugli astrologi europei del periodo medievale e della prima età moderna.
A volte si pensa che un importante trattato astrologico indiano chiamato Paulisa Siddhanta («Dottrina di Paolo») derivi dall'opera dell'Alessandrino. Tuttavia, questa nozione è stata rifiutata da altri studiosi del campo, in particolare da David Pingree che ha affermato che «... l'identificazione di Paolo Alessandrino con l'autore del Paulisasiddhanta è totalmente falsa».

### Opere
- Elementa apotelesmatica (a cura di E. Boer), Teubner, Lipsia, 1958.

### Traduzioni
- Paulus Alexandrinus, Introductory Matters, trad. Robert Schmidt, a cura di Robert Hand, The Golden Hind Press, Berkeley Springs, WV, seconda edizione, rivista, 1993.
- Late Classical Astrology: Paulus Alexandrinus and Olympiodorus, with the Scholia from Later Commentators, trad. Dorian Giesler Greenbaum, ed. Robert Hand, Pubblicazioni ARHAT, Reston, VA, 2001.